# Rovetta
Pour les articles homonymes, voir Francesco Rovetta et Giovanni Rovetta.
Rovetta est une commune italienne de la province de Bergame, dans la région Lombardie.

## Administration
| Période                                  | Période | Identité | Étiquette | Qualité |
| ---------------------------------------- | ------- | -------- | --------- | ------- |
|                                          |         |          |           |         |
| Les données manquantes sont à compléter. |         |          |           |         |

### Hameaux
S. Lorenzo

### Communes limitrophes
Castione della Presolana, Cerete, Clusone, Colere, Fino del Monte, Gandino, Oltressenda Alta, Songavazzo, Villa d'Ogna, Vilminore di Scalve